# Alpentrail
Der Alpentrail ist ein Schlittenhunderennen das in Südtirol und der angrenzenden Provinz Belluno in Norditalien ausgetragen wird. Es wird vom Verein Inntal Trail Breakers e.V. und vom Verband Deutscher Schlittenhundesport Vereine e.V. organisiert.

## Geschichte
Das Rennen fand erstmals im Jahr 1996 statt, nachdem das Alpirod-Schlittenhund-Rennen im Jahr 1995 unerwartet abgesagt worden ist. Es wurde mit diesem Rennen, 1996, eine umgedrehte Startreihenfolge für die nächste Etappe, nur eine begrenzte Hundeanzahl pro Teilnehmer u. ä. erstmals in Europa praktiziert. Weitere Austragungen fanden jährlich von 1997 bis 2006 und von 2008 bis 2014 sowie in den Jahren 2018, 2019 und 2023 statt. Die bisherigen Teilnehmer kamen aus Belgien, Deutschland, Frankreich, Norwegen, Österreich, Spanien, Tschechien, Vereinigten Staaten.

## Strecke
Es wird in mehreren Etappen ausgetragen. Die einzelnen Etappen sind:
- 2 Etappen mit einer Streckenlänge von insgesamt 80 Kilometern von Padola in der Provinz Belluno nach Brückele in Südtirol
- 2 Etappen mit einer Streckenlänge von insgesamt 80 Kilometern in Prags in Südtirol und eine Nachtetappe mit Länge ca. 40 Kilometern

## Teilnehmer und Regelwerk
Es sind nur Hundeschlitten-Gespanne mit 8 oder 6 Hunden erlaubt. Daneben können auch Skijöringfahrer mit einem oder zwei Hunden dran teilnehmen. Die Teilnehmer können als Einzelstarter oder als Zweier-Team an den Start gehen. Es ist Teil der Internationalen Deutschen Meisterschaft in Schlittenhundesport.